# Syngnathus schlegeli
Syngnathus schlegeli är en fiskart som beskrevs av Johann Jakob Kaup 1856. Syngnathus schlegeli ingår i släktet Syngnathus och familjen kantnålsfiskar. IUCN kategoriserar arten globalt som livskraftig. Inga underarter finns listade i Catalogue of Life.